# 基維耶爾維

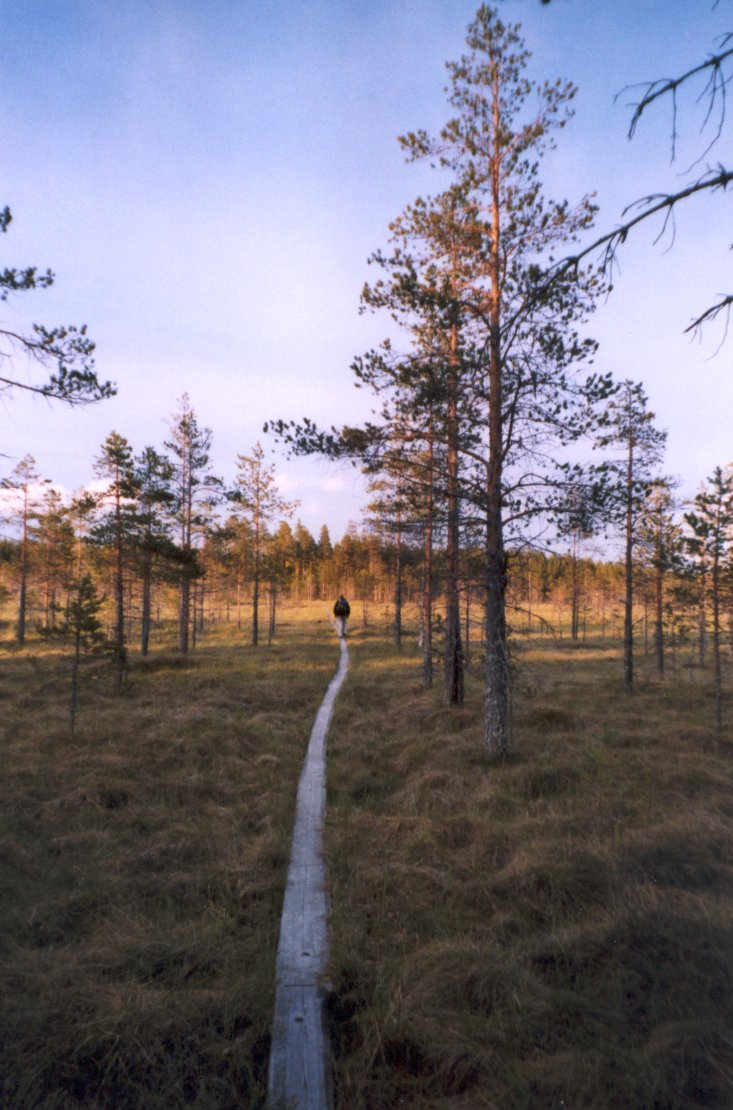

基維耶爾維是芬蘭的城鎮，位於該國中部，由中芬蘭區負責管轄，距離于韋斯屈萊130公里，始建於1868年，面積599.86平方公里，2013年人口1,301，人口密度為每平方公里2.69人。

## 外部連結
- Municipality of Kivijärvi （页面存档备份，存于） – Official website （文）